# Vaunoise
Vaunoise település Franciaországban, Orne megyében. Lakosainak száma 95 fő (2022. január 1.). Vaunoise Chemilli, Igé, Saint-Fulgent-des-Ormes és Belforêt-en-Perche községekkel határos.

## Népesség
A település népessége az elmúlt években az alábbi módon változott:
| Lakosok száma | 105  | 102  | 101  | 101  | 101  | 101  | 99   | 97   | 95   |
|               | 2013 | 2015 | 2016 | 2017 | 2018 | 2019 | 2020 | 2021 | 2022 |